# Ko Wen-je
Ko Wen-je (柯文哲T, Kē WénzhéP; Hsinchu, 6 agosto 1959) è un politico e chirurgo taiwanese, sindaco di Taipei dal 2014 al 2022.
Candidato come indipendente, è stato il primo sindaco medico della città dall'introduzione dell'elezione diretta della carica. Nel 2019 ha fondato il Partito del Popolo di Taiwan (PPT), di cui è l'attuale leader. Il 20 maggio 2023 è stato candidato dal PPT per le elezioni presidenziali taiwanesi del 2024, arrivando terzo.

## Biografia
Cresciuto in una modesta famiglia, suo padre aveva l'ambizione che Ko, come figlio maggiore, diventasse un medico. Dopo essersi diplomato a Hsinchu, Ko ha studiato medicina per un anno all'Università Nazionale Yang-Ming, prima di essere ammesso alla Facoltà di Medicina presso l'Università Nazionale di Taiwan (NTU) dopo aver ripetuto gli esami di ammissione.
Tra agosto 1986 e settembre 1988, ha prestato servizio nella 269ª divisione di fanteria meccanizzata dell'Esercito della Repubblica di Cina per adempiere al suo obbligo di servizio militare. Era un soccorritore militare con il grado di secondo tenente.
Dopo essersi laureato, Ko si è classificato al primo posto a livello nazionale negli esami di ottenimento della licenza medica. Su consiglio di un suo professore, ha deciso di specializzarsi in chirurgia nel dipartimento di Medicina d'Urgenza, lavorando fin da subito in prima linea. Dopo aver lavorato nei servizi di emergenza per 11 anni, nel 1993, Ko si è recato negli Stati Uniti per un programma di fellowship clinico della durata di un anno sulla ricerca per un fegato bioartificiale presso l'Università del Minnesota.
Dopo il suo ritorno a Taiwan nel 1994, ha continuato a lavorare nel reparto d'urgenza mentre iniziava i suoi studi di dottorato presso la NTU. Su invito del dottor Chu Shu-hsun, Ko ha contribuito a fondare il primo team di trapianto di organi nell'università, con l'obiettivo di eseguire trapianti di cuore. Nel tentativo di aumentare il tasso di successo dei trapianti, egli ha introdotto il trattamento ECMO dagli Stati Uniti, migliorando il tasso dal 19% al 51% e istituendo una serie di standard per le procedure di trapianto d'organo in tutto il paese. Il 30 gennaio 2008, Ko ha stabilito un record mondiale di 117 giorni consecutivi per il mantenimento in vita di un paziente utilizzando l'ECMO.
Il 24 agosto 2011, Ko fu ritenuto responsabile di un errore durante un trapianto d'organo e successivamente rimproverato dall'Ospedale Nazionale di Taiwan e dal Ministero della salute di Taiwan. Egli ricopriva il ruolo di direttore ad interim per una procedura standard di trapianto d'organo in cui 5 pazienti ricevettero trapianti da un paziente in coma che era sieropositivo all'HIV. Nel 2012, lo Yuan di controllo lo accusò di cattiva condotta per aver violato le procedure dei trapianti d'organo.

## Attività politica

### Sindaco di Taipei: 2014-2022
Il 6 gennaio 2014, Ko ha annunciato la sua candidatura per il ruolo di sindaco di Taipei. Il 16 gennaio, ha istituito il suo quartier generale e iniziato a reclutare personale e volontari per la campagna elettorale. Dopo l'annuncio della sua candidatura, Ko era incerto sulla possibilità di correre come candidato del PPD, dati alcuni disguidi tra lui e alcuni membri del suddetto partito. Alla fine ha tuttavia deciso di rimanere indipendente, ma di mantenere la coordinazione con il PPD.
Dopo il superamento di Pasuya Yao al primo turno delle primarie del PPD, Ko ha accettato un dibattito il 12 giugno, vincendo successivamente le elezioni del partito. Il 16 giugno, il PPD ha deciso di non presentare un candidato alle elezioni e di sostenere Ko come rappresentante della Coalizione pan-verde, senza obbligarlo a unirsi a un partito politico.
Il 10 novembre, Ko ha annunciato l'intenzione di rifiutare ulteriori donazioni monetarie per la sua campagna, poiché l'importo ricevuto entro il 31 ottobre superava il limite di 87 milioni di NT$ fissato per le elezioni del sindaco.
Il 29 novembre 2014, Ko è emerso vincitore nelle elezioni locali di Taipei, con oltre il 57% dei voti.
A differenza del 2014, nelle elezioni locali del 2018, il PPD non ha appoggiato Ko, presentando invece il proprio candidato. Tuttavia, Ko ha ricevuto un notevole sostegno dagli elettori pan-verdi, molti dei quali ritenevano che egli avesse una possibilità più realistica di sconfiggere il candidato del Kuomintang. Ko è stato rieletto per un secondo mandato come sindaco di Taipei nelle elezioni locali taiwanesi del 2018, vincendo con il 41% dei voti.
A luglio 2019, Ko ha richiesto l'approvazione da parte del Ministero degli affari interni per istituire il Partito Popolare di Taiwan (PPT) come uno dei partiti politici legali di Taiwan. Il neonato PPT ha tenuto la sua assemblea fondativa il 6 agosto 2019, che coincideva con il 60º compleanno di Ko e il 129º compleanno di Chiang Wei-shui, come richiesto dal Ministero. Durante l'assemblea, Ko è stato eletto presidente del partito. Secondo Ko, il PPT cerca di "diventare un'alternativa" sia al Partito Progressista Democratico (PPD) che al Kuomintang (KMT).

### Candidatura alle presidenziali 2024
L'8 maggio 2023, Ko si è registrato come unico candidato per le primarie del Partito Popolare di Taiwan (PPT) in vista delle elezioni presidenziali taiwanesi del 2024. Il 17 maggio, il PPT ha ufficialmente nominato Ko come suo candidato presidenziale, e una conferenza stampa è stata tenuta il 20 maggio per annunciare formalmente la sua candidatura.
Il 15 novembre 2023, i vertici del PPT e del KMT hanno annunciato un piano per presentare una singola lista presidenziale congiunta composta da Ko e dal candidato del KMT Ho Yu-ih, con l'ordine da determinare attraverso sondaggi d'opinione e da annunciare pubblicamente l'18 novembre. Tuttavia, Ko non è riuscito a raggiungere un accordo con i vertici del KMT, e il 19 novembre ha confermato pubblicamente che intendeva comunque candidarsi come il candidato presidenziale del PPT. Le speculazioni sono continuate fino alla scadenza delle candidature il 24 novembre, quando Ko ha registrato la sua candidatura insieme alla sua compagna di corsa Cynthia Wu.

## Posizioni politiche
Inizialmente, Ko sosteneva posizioni molto vicine al campo pan-verde, manifestando la sua antipatia per il KMT in numerose occasioni. Ha appoggiato Tsai Ing-wen nelle elezioni presidenziali del 2012 e ha contribuito alla raccolta fondi per la sua campagna. Nel 2014, ha dichiarato che i suoi obiettivi strategici sono gli stessi del PPD. Ha supportato Tsai anche nelle elezioni del 2016, così come il Partito del Nuovo Potere, esplicitamente favorevole all'indipendenza. Tuttavia, nel 2016, ha ribadito che non si sarebbe unito al PPD e che sarebbe rimasto indipendente fino alla fine del suo mandato da sindaco.
Dopo le elezioni generali del 2016, le posizioni di Ko hanno cominciato a spostarsi verso il campo pan-azzurro. Ha iniziato a esprimere un linguaggio più favorevole alla Repubblica Popolare Cinese, e il suo PPT ha ottenuto sostegno da politici pan-azzurri. Ha anche instaurato relazioni strette con figure politiche, tra cui il fondatore di Foxconn, Terry Gou.

### Relazioni con la Repubblica Popolare Cinese
Ko è generalmente considerato favorevole allo status quo per quanto riguarda lo status politico di Taiwan. A partire dal suo mandato come sindaco di Taipei, Ko ha utilizzato la frase "due sponde dello stretto, una sola famiglia" per esprimere le sue opinioni sulle relazioni con la Cina continentale. Quando gli è stato chiesto del Consenso del 1992, Ko ha risposto dicendo: "Quando la Cina chiede se accettiamo il 'Consenso del '92', il governo del PPD dice direttamente 'no'. La mia risposta sarebbe: 'Non sembra che ci sia mercato per questo a Taiwan. Dovremmo cambiare il nome del termine?'".
Ko ha espresso sostegno per un maggiore approfondimento delle relazioni economiche con la Cina continentale. Ha manifestato sostegno per riprendere i colloqui sull'Accordo commerciale sui servizi tra le due sponde. Ha anche proposto la costruzione di un ponte tra Kinmen e Xiamen, suggerendo che la maggior parte dei problemi di Kinmen relativi ad acqua, approvvigionamento energetico e smaltimento dei rifiuti potrebbe essere risolta tramite il ponte.

## Controversie

### Accuse di prelievo forzato di organi
Nell'ottobre 2014, emersero notizie secondo le quali, secondo Ethan Gutmann, un giornalista investigativo che testimoniò davanti al Congresso degli Stati Uniti sul prelievo forzato di organi, Ko avrebbe visitato la Cina nel 2004 cercando di negoziare prezzi vantaggiosi per organi illegalmente prelevati da praticanti del Falun Gong appena giustiziati. Ko negò l'accusa e dichiarò di aver detto a Gutmann che c'erano alcuni medici a Taiwan coinvolti nell'acquisto o vendita di organi per il trapianto, ma che lui non ne faceva parte. Aggiunse di non sapere se gli organi provenissero da praticanti del Falun Gong o meno e che aveva solo dichiarato nell'intervista che la maggior parte delle fonti di organi in Cina continentale erano poco chiare. L'ufficio di Ko sostenne che una registrazione di una conversazione tra Gutmann e Ko contraddiceva drasticamente i dettagli forniti da Gutmann, tuttavia non mostrarono mai tale registrazione che affermarono di possedere. Ko si rivolse anche a un avvocato per chiedere a Gutmann di correggere presunte false accuse nel suo libro. Gutmann rispose dicendo che non aveva mai affermato che Ko fosse coinvolto nel commercio degli organi e che potrebbe essere stato intenzionalmente frainteso.
Il 27 novembre, Gutmann rilasciò una risposta legale con l'avvocato Clive Ansley, affermando che "nessun recensore di lingua inglese del libro ha compreso la pagina 255 nel modo in cui è apparentemente stato interpretato a Taiwan da lettori di madrelingua cinese", intendendo che non aveva mai accusato Ko di essere un intermediario degli organi. Invece, i lettori hanno elogiato Ko per il suo significativo contributo "allo sforzo internazionale per denunciare i crimini medici che continuano a essere perpetrati in Cina". Inoltre, Gutmann e Ansley affermarono che "il libro è stato sottoposto a revisione da tre lettori esperti e a un lungo processo di editing interno da parte di Prometheus. Questa revisione includeva non solo il testo stesso, ma anche le note dell'autore, le registrazioni delle interviste e le comunicazioni elettroniche". Nelle note a piè di pagina de Il massacro, Gutmann afferma di aver fornito a Ko una bozza anticipata della sezione e che Ko l'avrebbe approvata, apportando solo poche modifiche minori successivamente. Una spiegazione completa, compresa la corrispondenza email effettiva in cui Ko ha dato il via libera alla storia per la pubblicazione, è stata fornita da Gutmann a dicembre.

### Indagine per corruzione
Alla fine di agosto 2024, Ko è stato arrestato nell'ambito di un'indagine per corruzione riguardante l'aumento della superficie edificabile del Core Pacific City, un centro commerciale a Taipei. In seguito, ha annunciato di voler autosospendersi dal ruolo di presidente del PPT per 3 mesi a causa di altre accuse legate alle sue spese elettorali. È stato rilasciato all'inizio di settembre su ordine del Tribunale distrettuale di Taipei a causa della mancanza di prove presentate dagli investigatori nel caso. Tuttavia, è stato nuovamente arrestato il 5 settembre dopo un ricorso presentato dagli investigatori presso l'Alta corte. Questi procedimenti giudiziari sono stati denunciati come parte di un tentativo di eliminare i nemici politici, ovvero il PPD e Lai Ching-te.

## Vita privata
La moglie di Ko, Chen Pei-chi, è la direttrice del reparto di pediatria presso l'Ospedale della Città di Taipei. Ko e Chen hanno avuto un matrimonio combinato e hanno tre figli, un maschio e due femmine. È noto in tutta Taiwan che, come sindaco, Ko guadagnasse meno di sua moglie. Scherzando una volta, ha detto che, per saldare il mutuo della loro casa, sua moglie non poteva ancora andare in pensione. Ko ha dichiarato di avere la sindrome di Asperger (fino al 2014 non era stato diagnosticato ufficialmente), del quale è affetto anche il figlio.